# 海南捕鳥蛛
海南塞勒蛛（学名：Cyriopagopus hainanus）为捕鸟蛛科Cyriopagopus属的动物。仅分布於海南島，因此得名，位於朝南的山坡上，陡峭地坡傾斜75至85°，與虎纹捕鸟蛛類似。曾因被当做宠物和美食被大量捕捉，被中国国家林草局列入二级重点保护动物。

## 分類
最初描述為Cyriopagopus hainanus，在1999年，由SP Liang 將牠學名定為Selenocosmia hainana。於2001年， M.S.Zhu et al.將牠轉移到Ornithoctonus屬。而在2003年，Gunter Schmidt將該物種放入了Haplopelma屬。直到2015年，才將牠轉移回到Cyriopagopus屬。